# Грайські Альпи

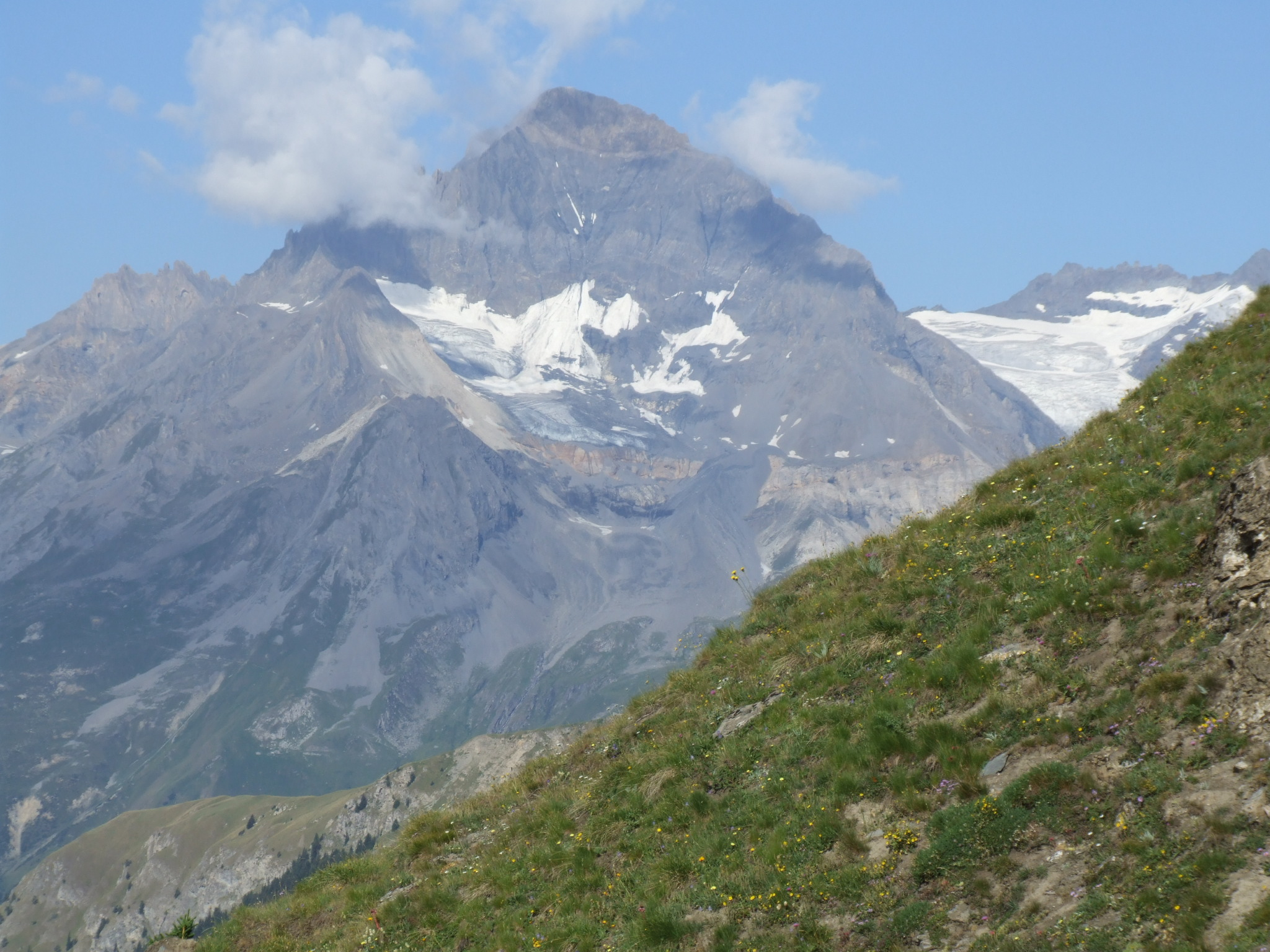
Грайські Альпи

Гра́йські А́льпи (фр. Alpes Grees (Graies), італ. Alpi Graie) гори, частина Західних Альп на території Франції (Савоя), Італії (П'ємонт і Валле-д'Аоста) і Швейцарії (захід кантону Вале).

## Етимологія
Назва Graie походить від кельтського племені Graioceli, яке жило біля перевалу Мон-Сені та долини Віу. Інші джерела стверджують, що назва походить від кельтського "Graig", що означає «скеля/камінь», досл. «Скелясті гори»

## Географія
Грайські Альпи відокремлені від Котських Альп (на півдні) перевалом Мон-Сені, від Пеннінських Альп (на північному сході) — перевалом Ферре і долиною річки Дора-Бальтеа, від Альп Дофіне (на заході) — долиною річки Арк. На північному заході від Грайських Альп лежать савойські передальпійські масиви.

## Поділ
- Монблан
- Бофортен
- Лоз'єр
- Вануаз
- Гран-Парадізо